# Kurt Herlth
Kurt Otto Albert Herlth (né le 24 février 1896 à Wriezen, mort le 17 juillet 1966 à Berlin) est un chef décorateur allemand.

## Biographie
Le frère cadet du chef décorateur Robert Herlth étudie l'architecture à l'université technique de Berlin et travaille comme ingénieur à la construction à Berlin.
Grâce à la médiation de son frère, il arrive dans le cinéma et devient l'assistant de Werner Schlichting. Il travaille à ses côtés jusqu'en 1941, sinon avec d'autres décorateurs dont son frère.
Après la Seconde Guerre mondiale, il travaille d'abord à la DEFA. En 1952, il vient en Allemagne de l'ouest et travaille notamment avec les réalisateurs Kurt Hoffmann et Harald Braun.

## Filmographie
- 1934 : Mein Herz ruft nach dir
- 1935 : Viktoria
- 1935 : UFA-Märchen
- 1936 : Die Leuchter des Kaisers
- 1936 : Allotria
- 1936 : Burgtheater
- 1937 : La Chevauchée de la liberté
- 1937 : Cabrioles
- 1938 : Toi et moi
- 1938 : Das Mädchen mit dem guten Ruf
- 1939 :  Bel-Ami de Willi Forst
- 1939 : Une mère
- 1939 : On a volé un homme
- 1940 : Le Maître de poste
- 1940 : Opérette
- 1940 : Toute une vie
- 1941 : Dreimal Hochzeit
- 1942 : Schicksal
- 1942 : Andreas Schlüter
- 1943 : Ein Mann mit Grundsätzen?
- 1943 : Wenn die Sonne wieder scheint
- 1944 : Melusine
- 1947 : Mariage dans l'ombre
- 1947 : Kein Platz für Liebe
- 1948 : L'Étrange aventure de Monsieur Fridolin B.
- 1949 : … und wenn’s nur einer wär’ …
- 1949 : Mordprozess Dr. Jordan
- 1949 : Artistenblut
- 1949 : Träum' nicht, Annette
- 1950 : Die lustigen Weiber von Windsor
- 1951 : Frauenschicksale
- 1951 : Es begann um Mitternacht
- 1952 : L'Auberge du Cheval Blanc
- 1952 : Roman einer jungen Ehe
- 1952 : Der große Zapfenstreich
- 1953 : Hokuspokus
- 1953 : Die Kaiserin von China
- 1954 : Das fliegende Klassenzimmer
- 1954 : Der letzte Sommer
- 1955 : Le Chemin du paradis
- 1955 : Tant qu'il y aura des jolies filles
- 1955 : Mon premier amour
- 1956 : Régine
- 1956 : Heiße Ernte
- 1957 : Die Letzten werden die Ersten sein
- 1957 : ...und führe uns nicht in Versuchung
- 1958 : L'Auberge du Spessart
- 1959 : Les Buddenbrook

## Crédit d'auteurs
- (de) Cet article est partiellement ou en totalité issu de l’article de Wikipédia en allemand intitulé « Kurt Herlth » (voir la liste des auteurs).